# Berenice Dolly
Berenice Dolly (sinh ngày 11 tháng 10 năm 1917 - mất ngày 25 tháng 6 năm 2002) là một y tá người nước cộng hòa Trinidad và Tobago. Bà là người đồng sáng lập và là chủ tịch của hiệp hội điều dưỡng Trinidad và Tobago. Năm 1962, bà nhận được huân chương của Anh (khi ấy Anh theo chủ nghĩa thực dân) và năm 1976, bà nhận được huân chương vàng của cộng hòa Trinida và Tobago vì những đóng góp của bà.

## Lí lịch
Bà sinh ra ở thị trấn Pointe-à-Pierre trên đảo Trinidad. Cha mẹ bà là ông bà Fitz-James và Mary Grant. Sau đó, bà học ở trường Tranquility dành cho nữ giới rồi học trung học tại trường Bishop Anstey. Sau đó bà học tại trường đại học Cambridge ngành điều dưỡng rồi tốt nghiệp năm 1936 rồi sau đó năm 1940, bà kết hôn với ông Reynold Dolly và có ba người con tên là Joan, Stephen và Hilary.

## Sự nghiệp
Bà bắt đầu làm việc với bộ trưởng bộ y tế của San Fernando. Các tổ chức từ thiện mà bà có mặt như hiệp hội ngực và tim (tiếng Anh: Chest and Heart Association) (bà thành lập năm 1940) và nhóm công nhân trong xã hội thì đều không liên kết bất kì một bệnh viện nào. Vì thế, bà dựa vào sự sắp xếp của hiệp hội điều dưỡng và chính phủ.
Bà không phải là một người hay ở nhà để chăm sóc con cái, nên bà thường ra ngoài để làm công ích. Berenice Dolly là người hoạt động rất tích cực trong việc điều dưỡng, thúc đẩy luật được ban hành và thu xếp trong việc kinh doanh.